# Vatikan
Vatikan, uradno Država mesta Vatikan ter včasih nepravilno Sveti sedež (uradno latinsko Status Civitatis Vaticanae, krajše Civitas Vaticana, uradno italijansko Stato della Città del Vaticano, krajše Città del Vaticano), je najmanjša neodvisna država na svetu, tako po površini kot po prebivalstvu, popolnoma obkrožena z glavnim mestom Italije, Rimom. Po ureditvi je teokratična absolutna volilna monarhija. Vatikan je uradno prebivališče papeža in ozemlje Svetega sedeža, ki z guvernatom predstavlja njegovo osrednjo oblast. Kot suverena država Vatikan zagotavlja papežu polno samostojnost in ga ščiti pred zunanjim političnim vplivom. Ime je dobil po griču Vatikanu na desnem bregu reke Tibere. V Vatikanu se nahaja najpomembnejša rimskokatoliška cerkev na svetu, bazilika svetega Petra, ki je eno najpomembnejših romarskih središč sveta.

## Zgodovina

### Zgodovina do leta 1929
Formalno je država Vatikan nastala leta 1929; zgodovina Papeške države, v kateri papež ni bil samo vrhovna cerkvena avtoriteta, temveč je bil tudi posvetni vladar, pa je mnogo starejša. Izročilo pravi, da so tukaj po križanju pokopali apostola Petra, prvega rimskega škofa. Za cesarja Konstantina (280–337) so na vatikanskem griču zgradili v čast sv. Petra prvo cerkev in nato prvo papeževo rezidenco. V času langobardskega vdora na Apeninski polotok so Franki ponudili zavezništvo papežu v boju z arijanskimi Langobardi. Posledica tega zavezništva je bila, da je leta 754 papež formalno postal posvetni vladar obsežnega ozemlja v srednji Italiji - tako imenovane Papeške države.
Papeži so si ves čas prizadevali ohraniti to posvetno oblast, vendar so bila redka obdobja, ko le-ta ni bila tako ali drugače ogrožena. Največja grožnja je prišla v 19. stoletju s pojavom nacionalizmov v Evropi. Italijanski nacionalisti so želeli več deset večjih in manjših državic na Apeninskem polotoku združiti v močno in enotno italijansko nacionalno državo. To bi pomenilo konec Papeške države, zato so papeži tem nacionalističnim težnjam od vsega začetka močno nasprotovali. Papež Pij IX. je celo izobčil vse katolike, ki so se udeležili volitev v nastajajoči se italijanski državi. Vseeno je bil večji del Papeških držav leta 1860 vključen v Italijo, papežu pa je za naslednjih deset let še ostala oblast na območju, ki se je nekako pokrivalo z današnjo deželo (regio) Lacij.
Italijanski kralj je leta 1870 po odposlancih v poskusu mirne integracije preostanka Papeške države v Italijo papežu Piju IX. predlagal, naj svoje ozemlje prostovoljno preda italijanskemu kraljestvu, obdrži pa posvetno oblast v Leoninskem mestu (Civitas Leonina). To je del Rima zahodno od Tibere vključno z Vatikanom, ki je sicer le manjši del mesta, a še vedno bistveno večji od današnje države Vatikan. Papež je ponudbo kategorično zavrnil, zato so italijanske čete generala Raffaeleja Cadorne 20. septembra 1870 po slabem odporu papeževe vojske vkorakale v Rim. Čeprav novo kraljestvo ni niti želelo niti si ni smelo privoščiti radikalnega obračuna s papežem, se je slednji sam razglasil za ujetnika in se zaprl znotraj obzidja Vatikana, ki ga tudi njegovi nasledniki niso zapustili naslednjih 60 let. Za neurejeno razmerje med Svetim sedežem in Italijo med letoma 1870 in 1929 se je uveljavilo poimenovanje Rimsko vprašanje.
Ker Pij IX. in nasledniki niso priznali vključitve njihovih dovčerajšnjih ozemelj v Kraljevino Italijo in se niso želeli pogajati z njo, je slednja položaj Svetega Sedeža kot vrha vesoljne katoliške cerkve uredila enostransko s posebnim zaščitnim zakonom. Ta je priznal papežu nedotakljivost njegovih prostorov v Vatikanu in nekaterih drugih zgradb v Italiji. Osebo papeža je glede njene zaščite izenačila z osebo italijanskega kralja. Diplomatski predstavniki, akreditirani pri Svetem sedežu, so imeli povsem enak položaj z diplomatskimi predstavniki, akreditiranimi v Italiji. Dostojanstveniki katoliške cerkve, namenjeni v Vatikan, so lahko prosto potovali skozi Italijo. Kljub temu pa v tem obdobju ni mogoče govoriti o Vatikanu kot o državi. Mednarodnopravni položaj Svetega sedeža v tem času je možno do neke mere primerjati s položajem, ki ga danes uživa Malteški viteški red.

### Zgodovina od leta 1929
Lateranski sporazumi, ki sta jih sklenila papež Pij XI. in Benito Mussolini, so 11. februarja 1929 vzpostavili novo stanje. Italija je priznala suvereno državo Vatikanskega mesta kot trajno nevtralnega območja, poleg tega pa ji je naklonila nekatere ugodnosti, brez katerih Vatikan ne more delovati. Italija se je med drugim zavezala, da bo dobavljala vodo in elektriko (čeprav je znotraj Vatikana danes tudi lasten električni generator), omogočila priklop v telekomunikacijska omrežja, da v bližini Vatikana ne bo gradila visokih stavb, da ne bo dopustila preletov letal in tako naprej. V skladu s pogodbo na Trgu Svetega Petra, ki je sicer del Vatikana, skupaj z vatikansko deluje tudi italijanska policija, kadar je trg odprt za javnost, vendar le do vznožja stopnic, ki vodijo v baziliko Sv. Petra.
Z Lateranskimi sporazumi je bilo določeno tudi, da papeževa poletna rezidenca v Castel Gandolfu ter približno dvajset stavb v Rimu uživajo zunajteritorialni status, kot Eksteritorialna območja Svetega sedeža v Italiji. Te stavbe sicer niso del vatikanskega državnega ozemlja; njihov položaj je mogoče primerjati s položajem stavb, v katerih so diplomatsko konzularna predstavništva. Poleg teh zgradb ima zunajteritorialni položaj še območje pri Santa Marii de Galeria, kjer so postavljene antene Radia Vatikan. To območje je celo večje od Vatikana samega.
Nemška okupacijska vojska je med drugo svetovno vojno spoštovala nevtralnost Vatikana in njegovih meja nikdar ni prestopila. Ne glede na to je 25. april kot dan osvoboditve izpod nemške okupacije državni praznik tudi v Vatikanu. Švicarska garda je med nemško okupacijo odložila strelno orožje in na meji z Italijo patruljirala oborožena le s helebardami. Vatikan je bil med vojno dosledno nevtralen, po mnenju kritikov kar preveč. 
Od konca druge svetovne vojne do danes je bilo na čelu rimskokatoliške cerkve in s tem Vatikanskega mesta sedem papežev. Najbolj odmeven dogodek, ki se je v tem času zgodil na ozemlju Vatikana, je bil nedvomno neuspeli poskus atentata na papeža Janeza Pavla II., ki se je zgodil 13. maja 1981.
Spremembe konkordata med Svetim sedežem in Italijo leta 1984 so odpravile privilegirani položaj rimskokatoliške cerkve, ki je pred tem v Italiji imela položaj državne vere.

## Pravna narava Vatikana
V teoriji mednarodnega prava je do neke mere sporno, ali je Vatikan država. Vatikan ni edini primer ozemlja s posebnim statusom, ki ga upravlja cerkev oziroma verska skupnost. Pravoslavna meniška skupnost na gori Atos v severni Grčiji, ki se ima za avtonomno državo v okviru Grčije, po mednarodnem pravu ne šteje za državo. Podobno nenavaden položaj ima Suvereni Malteški viteški red, katerega "ozemlje" je omejeno na dve palači v Rimu.

### Vatikan ni država?
Avtorji, ki trdijo, da Vatikan ni država - čeprav se strinjajo, da Vatikan ni del Italije in da gre v vsakem primeru za ozemlje sui generis -, se sklicujejo predvsem na troje »pomanjkljivosti«:
- Vatikan ima izredno majhno površino in je kakršnakoli gospodarska samozadostnost izključena.
- Vatikan nima nobenega stalnega prebivalstva. Državljanstvo Vatikana je enako kot pravica do prebivališča vezana na opravljanje določenih funkcij v rimskokatoliški cerkvi in s prenehanjem teh funkcij preneha.
- kot subjekt mednarodnega prava največkrat nastopa Sveti sedež in ne Vatikan. Diplomatski predstavniki tujih držav so akreditirani pri Svetem sedežu in ne pri Vatikanu. Mednarodne pogodbe sklepa Sveti Sedež, ki je tudi član mednarodnih organizacij, razen nekaterih izjem (Vatikan je npr. član Svetovne poštne unije).

### Vatikan je država?
Nasprotniki stališča, da Vatikan ni država, trdijo:
- Velikost države ni odločilnega pomena pri presoji, ali neko ozemlje šteje za državo. Čeprav je Vatikan najmanjša država na svetu, pa obstaja še nekaj izredno majhnih držav (v Evropi Monako, Nauru in Tuvalu v Oceaniji), ki niso bistveno večje. Gospodarska samozadostnost je v času globalizacije vse manjšega pomena in je nima še vrsta tudi dosti večjih držav.
- Stalnost prebivalstva prav tako ni pogoj, da lahko govorimo o državi. Drži, da je Vatikan posebnost, vendar je nesporno, da je med Vatikanom in določeno kategorijo ljudi pravna vez, ki je povsem primerljiva z vezjo med katero drugo državo in njenimi državljani.
- Sveti Sedež kot poseben subjekt mednarodnega prava, ki sam po sebi ni posvetne narave, zastopa in uresničuje interese Vatikana kot posvetne države. Ta vloga Svetega sedeža izhaja iz njegove razvite diplomatske mreže z dolgo zgodovino in neprekinjeno tradicijo ter iz dejstva, da je Vatikan država, ustanovljena zato, da se ustvarijo pogoji, da lahko Sveti Sedež nemoteno opravlja svojo funkcijo. Lateranska pogodba Vatikansko mesto izrecno opredeljuje kot državo.

Večinsko mnenje teoretikov je, da je Vatikan sicer država, ki je v vsakem oziru izjemno specifična, pa vendarle država. 

## Državna ureditev
Papež je poleg funkcij v katoliški cerkvi tudi posvetni suveren Vatikanskega mesta. Ima popolno zakonodajno, izvršilno in sodno oblast. Večino državnih uslužbencev imenuje in odpokliče osebno. V tem pogledu je danes edini absolutni monarh. Po njem ima v Vatikanu najvišjo oblast Sveti sedež v kolikor državna vlada, medtem ko je za državno administracijo odgovoren guvernat oziroma njegov predsednik, guberner (governatore). Te državne funkcije nimajo nobene povezave z upravo in politično ureditvijo Katoliške cerkve, kjer je najvišji papežev sodelavec tajnik Rimske kurije (administrativnega telesa Katoliške cerkve).
Dejansko se pristojnosti teh dveh oblasti včasih prepletajo. Tako je na primer Rimska kurija (organ RKC) zadolžena za diplomatske odnose Svetega sedeža (vlade Vatikana), in sicer z namenom, da se država Vatikan v vsem predstavi kot teokracija. Zaradi tega in podobnih slučajev tudi splošno ljudsko mnenje velikokrat ne razlikuje med Vatikanom in Katoliško cerkvijo.

### Zakonodaja
Vatikan ima svoje zakone, vendar je kanonsko pravo ključni del njegovega pravnega sistema. Kanonsko pravo je zbirka cerkvenih zakonov, ki urejajo delovanje in odnose znotraj Katoliške cerkve. Vatikanska država ima tudi svoje civilne zakone, ki urejajo sekularne zadeve, vendar so ti zakoni pogosto usklajeni s kanonskim pravom.
V Vatikanu  tako delujejo posebna sodišča, ki se pretežno ukvarjajo zgolj s cerkvenimi zadevami. Kakor je bilo predvideno v Lateranskih sporazumih, pregon ostalih prekrškov in kaznivih dejanj, ki jih storijo neposvečene osebe, Vatikan večinoma prepusti Italiji. Redki obsojenci se pošljejo na prestajanje kazni v Italijo na stroške Vatikana. Če se storilec kaznivega dejanja, izvršenega na ozemlju Italije, zateče v Vatikan, ga je ta dolžan izročiti italijanskim oblastem, vendar le, če je storjeno dejanje kaznivo tudi po vatikanskem pravu. Enako velja, če se storilec zateče v katero od stavb Svetega sedeža z zunajteritorialnim statusom.

### Policija in zavodi za prestajanje kazni
Vatikan ima lastno policijo, uradno: Gendarmeria dello Stato della Città del Vaticano, ki šteje okoli 130 pripadnikov. Poleg tega na ozemlju državice deluje še znamenita švicarska garda, ki je predvsem papeževa telesna straža. Njeni pripadniki navzven delujejo bolj kot turistična zanimivost, vendar so v resnici odlično izurjeni v borilnih veščinah in uporabi lahkega strelnega orožja.
Vatikansko mesto ima tudi zapor, ki se do nedavnega ni uporabljal več. Zapor je bil ponovno odprt leta 2012 za obtoženca afere Vatileaks in nato leta 2015 zaradi afere Vatileaks 2, vendar le za krajša obdobja prestajanja kazni. Najbolj odmevna je bila leta 2014 zaporna kazen zaradi pornopedofilije za nadškofa Vesolovskega, ki je pa po odvzemu kleriškega stanu potekala v obtoženčevem stanovanju (hišni zapor).

## Geografija
Celotno ozemlje leži na območju mesta Rim na neizrazitem Vatikanskem griču na višini od 19 do 75 m nad morjem in ga je mogoče razdeliti na štiri dele:
1. Bazilika sv. Petra s Trgom svetega Petra,
2. Vatikanski muzeji,
3. nekaj upravnih oziroma pomožnih stavb med muzeji in vzhodnim obzidjem,
4. Vatikanski vrtovi, ki obsegajo največji del ozemlja.

Naravnih vodotokov ni. 
V Vatikanskem mestu sta heliport in železniška postaja, ki je v zadnjem času malo uporabljana . Osrednja cestna povezava z Rimom je t.i. Cesta sprave (Via della Conciliazione), ki jo je na mestu, kjer so prej na gosto stale srednjeveške stavbe, dal zgraditi Benito Mussolini.
Vatikan je edina država na svetu, v kateri je prav vse nepremično premoženje last enega samega subjekta, Svetega sedeža.

### Podnebje
Podnebje je zmerno, z milimi zimami ter dolgim poletjem, ki traja od junija do septembra. Zlasti v juliju in avgustu je vročina pogosto neznosna. Največ padavin je od oktobra do januarja, vendar tudi takrat razmeroma malo (v povprečju pod 40 mm na mesec).
| Podnebni podatki za Vatikan                         | Podnebni podatki za Vatikan | Podnebni podatki za Vatikan | Podnebni podatki za Vatikan | Podnebni podatki za Vatikan | Podnebni podatki za Vatikan | Podnebni podatki za Vatikan | Podnebni podatki za Vatikan | Podnebni podatki za Vatikan | Podnebni podatki za Vatikan | Podnebni podatki za Vatikan | Podnebni podatki za Vatikan | Podnebni podatki za Vatikan | Podnebni podatki za Vatikan |
| Mesec                                               | Jan                         | Feb                         | Mar                         | Apr                         | Maj                         | Jun                         | Jul                         | Avg                         | Sep                         | Okt                         | Nov                         | Dec                         | Letno                       |
| --------------------------------------------------- | --------------------------- | --------------------------- | --------------------------- | --------------------------- | --------------------------- | --------------------------- | --------------------------- | --------------------------- | --------------------------- | --------------------------- | --------------------------- | --------------------------- | --------------------------- |
| Povprečna visoka temperatura °C                     | 11.9                        | 13.0                        | 15.2                        | 17.7                        | 22.8                        | 26.9                        | 30.3                        | 30.6                        | 26.5                        | 21.4                        | 15.9                        | 12.6                        | 20.4                        |
| Povprečna dnevna temperatura °C                     | 7.5                         | 8.2                         | 10.2                        | 12.6                        | 17.2                        | 21.1                        | 24.1                        | 24.5                        | 20.8                        | 16.4                        | 11.4                        | 8.4                         | 15.2                        |
| Povprečna nizka temperatura °C                      | 3.1                         | 3.5                         | 5.2                         | 7.5                         | 11.6                        | 15.3                        | 18.0                        | 18.3                        | 15.2                        | 11.3                        | 6.9                         | 4.2                         | 10.0                        |
| Povprečna količina padavin mm                       | 67                          | 73                          | 58                          | 81                          | 53                          | 34                          | 19                          | 37                          | 73                          | 113                         | 115                         | 81                          | 804                         |
| Povp. št. dni s padavinami (≥ 1 mm)                 | 7.0                         | 7.6                         | 7.6                         | 9.2                         | 6.2                         | 4.3                         | 2.1                         | 3.3                         | 6.2                         | 8.2                         | 9.7                         | 8.0                         | 79.4                        |
| Povp. št. sončnih ur                                | 120.9                       | 132.8                       | 167.4                       | 201.0                       | 263.5                       | 285.0                       | 331.7                       | 297.6                       | 237.0                       | 195.3                       | 129.0                       | 111.6                       | 2.472,8                     |
| Vir: Servizio Meteorologico, podatki o sončnih urah |                             |                             |                             |                             |                             |                             |                             |                             |                             |                             |                             |                             |                             |

## Gospodarstvo
Celotno gospodarsko aktivnost nadzoruje država. Vatikanski dohodki pretežno izvirajo iz upravljanja premoženja ter iz prispevkov vernikov po vsem svetu. Sveti sedež je lastnik Vatikanske banke, katere ugled, pa tudi finančni položaj, sta v preteklosti doživela hud udarec zaradi njene vpletenosti v stečaj Banco Ambrosiana leta 1982. Denarna enota je evro. Vatikan kuje kovance z motivom papeža na zadnji strani. To so evrski kovanci z najmanjšo naklado (praviloma ne več kot 100.000 setov na leto) in imajo na numizmatičnem trgu najvišjo vrednost med vsemi evrskimi kovanci.
Na izredno majhnem ozemlju kmetijstva v normalnem pomenu besede ni, vendar priročni zelenjavni vrt oskrbuje papeževo kuhinjo s svežo zelenjavo. Nekaj trgovinic prodaja omejen nabor izdelkov, v njih pa nakupujejo le prebivalci in zaposleni v Vatikanu, saj je nakup davkov prost in bi odprtje teh trgovin za vse kupce ogrozilo odnose z Italijo.
V Vatikanu je zaposlenih - skoraj izključno v storitvenem sektorju - približno 3000 ljudi, ki nimajo vatikanskega državljanstva.
Na ozemlju Vatikanskega mesta je sedež Radia Vatikan ter vplivnega dnevnika Osservatore Romano. Vatikan ima samostojno, zelo učinkovito poštno službo, ki izdaja iskane znamke. Telefonski sistem je poenoten z italijanskim.

## Turizem
Kljub njegovi majhnosti je Vatikan v letu 2003 obiskalo 7,3 milijona turistov, kar je največ med evropskimi žepnimi državicami. Samo ob smrti papeža Janeza Pavla II. in volitvah novega papeža je bilo v Vatikanu 6 milijonov vernikov. 
Najbolj obiskane so Bazilika Sv. Petra, Vatikanski muzeji ter v njihovem okviru zlasti Sikstinska kapela. Ogled Vatikanskih vrtov je mogoč le v organizirani skupini. Veliko število turistov ne vpliva pomembno na dohodke Vatikana, saj nihče izmed njih v Vatikanu ne more prespati, do pred nekaj leti pa tudi ni bilo restavracije, odprte za turiste.

## Šolstvo
Sveti Sedež je ustanovitelj nekaj seminišč in papeških univerz, pretežno za teološke študije. Čeprav je npr. sedež Papeške akademije znanosti znotraj Vatikana, pa te institucije pretežno delujejo na ozemlju Italije.